# Vaksdal
Vaksdal è un comune norvegese della contea di Vestland.